# Violetta (Polka)
Violetta ist eine Polka-française von Johann Strauss Sohn (op. 404). Das Werk wurde am 15. Januar 1882 im Konzertsaal des Wiener Musikvereins erstmals aufgeführt.

## Einzelnachweis
1. ↑  Quelle: Englische Version des Booklets (Seite 52) in der 52 CDs umfassenden Gesamtausgabe der Orchesterwerke von Johann Strauß (Sohn), Hrsg. Naxos (Label). Das Werk ist als elfter Titel auf der 17. CD zu hören.